# مایرلینگ (فیلم ۱۹۶۸)
مایرلینگ (به انگلیسی: Mayerling) فیلمی به کارگردانی ترنس یانگ و با نقش‌آفرینی عمر شریف و کاترین دِنُو است که در سال ۱۹۶۸ منتشر شد.

## بازیگران
- عمر شریف به نقش ولیعهد رودولف
- کاترین دِنُو به نقش بارونس ماری وتسرا
- جیمز میسون به نقش امپراتور فرانتس یوزف یکم
- اوا گاردنر به نقش ملکه الیزابت

## خلاصه داستان
شاهزاده«رودلف» ولیعهد و وارث تاج و تخت امپراتوری اتریش ناچار می‌شود، به ازدواجی بدون عشق تن در دهد ولی بعد دل به «ماریا وسترا» دختر خانواده‌ای دیگر می‌بازد. وقتی که «پاپ» با تقاضای «رودلف» مبنی بر فسخ ازدواجش مخالفت می‌کند، دو عاشق به اتفاق به قصر «مایرلینگ» که شکارگاه پرنس است، می‌گریزند و پس از ۲۴ ساعت در طی پیمان مرگی که با هم بسته‌اند، ابتدا «رودلف »او را به ضرب گلوله‌ای از پای درمی‌آورد و بعد خود را می‌کشد.